# ليزا غليف
ليزا غليف (بالإنجليزية: Lisa Gleave)‏ (ولدت في 11 نوفمبر 1976) عارضة أزياء وشخصية تلفزيونية أمريكية أسترالية.

## نشأتها
ولدت غلييف في كوينزلاند، أستراليا، وانتقلت إلى الولايات المتحدة في عام 2000 لمتابعة حلمها في عروض الأزياء.

## روابط خارجية
- Lisa Gleave Official Website
- ليزا غليف على موقع IMDb (الإنجليزية)
- ليزا غليف على موقع قاعدة بيانات الفيلم (الإنجليزية)